# WKA France
 (juin 2025).
Si vous disposez d'ouvrages ou d'articles de référence ou si vous connaissez des sites web de qualité traitant du thème abordé ici, merci de compléter l'article en donnant les références utiles à sa vérifiabilité et en les liant à la section « Notes et références ».
 (juin 2025).
La mise en forme du texte ne suit pas les recommandations de Wikipédia : il faut le « wikifier ».
Les points d'amélioration suivants sont les cas les plus fréquents. Le détail des points à revoir est peut-être précisé sur la page de discussion.
- Les titres sont pré-formatés par le logiciel. Ils ne sont ni en capitales, ni en gras.
- Le texte ne doit pas être écrit en capitales (les noms de famille non plus), ni en gras, ni en italique, ni en « petit »…
- Le gras n'est utilisé que pour surligner le titre de l'article dans l'introduction, une seule fois.
- L'italique est rarement utilisé : mots en langue étrangère, titres d'œuvres, noms de bateaux, etc.
- Les citations ne sont pas en italique mais en corps de texte normal. Elles sont entourées par des guillemets français : « et ».
- Les listes à puces sont à éviter, des paragraphes rédigés étant largement préférés. Les tableaux sont à réserver à la présentation de données structurées (résultats, etc.).
- Les appels de note de bas de page (petits chiffres en exposant, introduits par l'outil «  Source ») sont à placer entre la fin de phrase et le point final[comme ça].
- Les liens internes (vers d'autres articles de Wikipédia) sont à choisir avec parcimonie. Créez des liens vers des articles approfondissant le sujet. Les termes génériques sans rapport avec le sujet sont à éviter, ainsi que les répétitions de liens vers un même terme.
- Les liens externes sont à placer uniquement dans une section « Liens externes », à la fin de l'article. Ces liens sont à choisir avec parcimonie suivant les règles définies. Si un lien sert de source à l'article, son insertion dans le texte est à faire par les notes de bas de page.
- La présentation des références doit suivre les conventions bibliographiques. Il est recommandé d'utiliser les modèles {{Ouvrage}}, {{Chapitre}}, {{Article}}, {{Lien web}} et/ou {{Bibliographie}}. Le mode d'édition visuel peut mettre en forme automatiquement les références.
- Insérer une infobox (cadre d'informations à droite) n'est pas obligatoire pour parachever la mise en page.

Pour une aide détaillée, merci de consulter Aide:Wikification.
Si vous pensez que ces points ont été résolus, vous pouvez retirer ce bandeau et améliorer la mise en forme d'un autre article.
La WKA-France est l'antenne française de la World Kickboxing and Karate Association (également « World Kickboxing Association »)  -  sports de combat et arts martiaux.

## Staff successif de la W.K.A.-Monde depuis sa création en1976
- Président à sa création en 1976 : Howard Hanson (USA). Premières stars de la WKA-Monde : Benny "The Jet" Urquidez, Don "The Dragon" Wilson, Kevin Rosier et Graciela Casillas.
- Président WKA-Europe en 1980 : Fred Royers
- En 1991, le président Howard Hanson cède la WKA-Monde à Dale Floyd, puis en 1994, Paul Ingram (Angleterre) lui succède.
- Président mondial, de 1994 à 2012, Paul Ingram (Angleterre), puis de 2016 à 2018.
- Président mondial, de 2012 à 2016 à Michele Panfietti (Italie) et secrétaire général, Cristiano Radicchi (Italie)
- Président mondial, depuis décembre 2018 : David Sawyer (Nouvelle-Zélande)

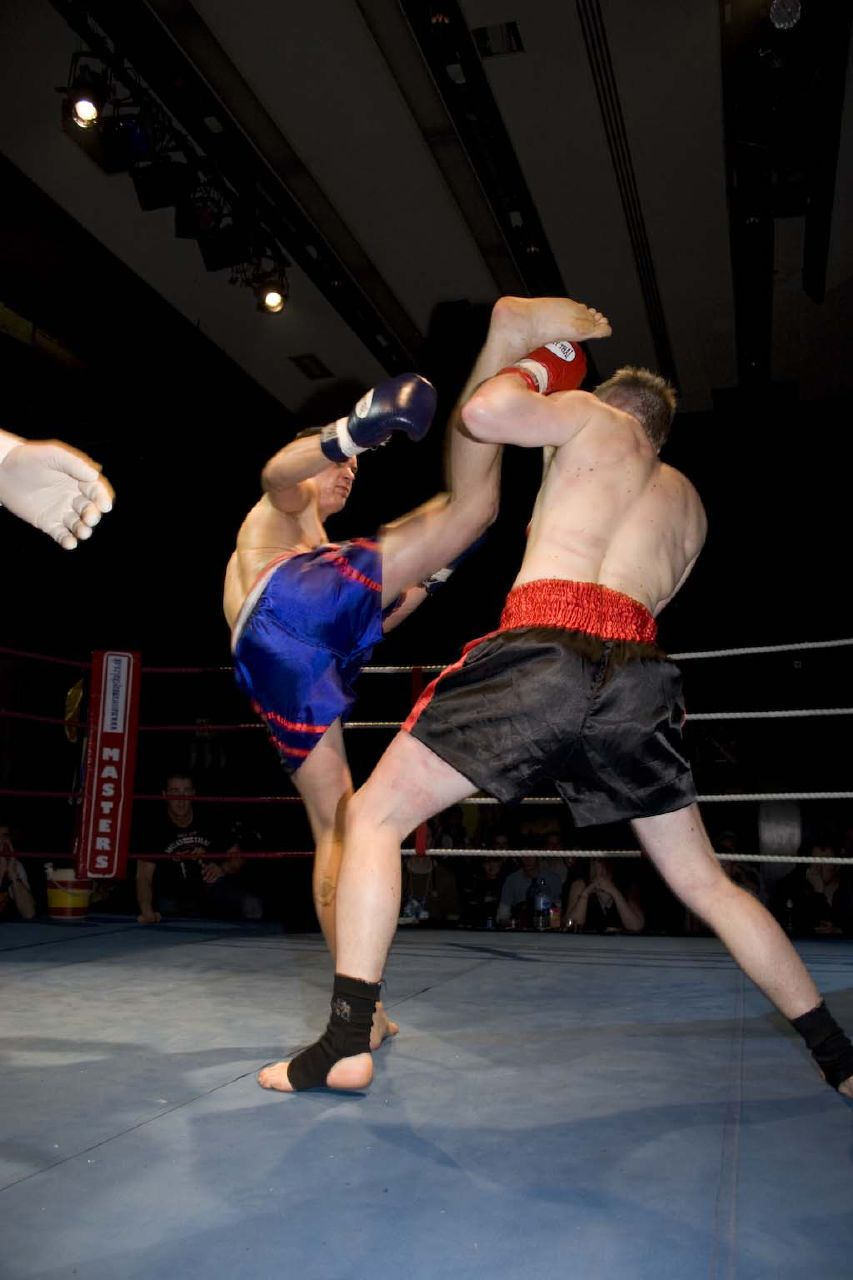
Blocage d’un coup de pied circulaire en ligne haute (high-kick)

## Staff successif de la W.K.A.-France depuis la création en1984
- Président WKA-France (1984 a 1987 Jean-Marc Vieille (WKA-France),
- Président WKA-France et FKB (? 2000) : Francis Hamdaoui et Joël Goncalvès
- Président WKA-France (2002), CNAP (2008), CNKB (2014) puis FSC (2019) : Thierry Muccini
- Président WKA-France (2022) : Joël Maratra

## Historique de la WKA-France
La WKA-France est née en 1984, sous l’impulsion du Français Jean-Marc Vieille (pratiquant de karaté du style kyokushinkai) et de son parrain sportif, le grand champion néerlandais de sports de combat, Fred Royers.
 
Ensuite, la WKA-France fonctionnera au sein de I.F.O. avec Jean-Paul Maillet puis avec Francis Hamdaoui au sein de la F.K.B avec l’aide de Joël Goncalvès.

Après une interdiction ministérielle de titres pros sur le territoire français de 1999 à 2002, Thierry Muccini relance la WKA-France en 2002 (représentant officiel pour la France - Antenne WKA pour la France)
La WKA-France en association avec l’ISKA-France furent rattachées à partir de septembre 2008, à la « Commission pugilistique » en 2008 (COMPUG), puis au « comité national des activités pugilistiques » en 2009 (CNAP) puis au « comité national de low-kick » en 2012  (CNLK) et au « comité national de kick-boxing » en 2013 (CNKB) de la fédération française de full-contact et disciplines associées (FFFCDA).

Thierry Muccini devient président du comité national de kick-boxing (C.N.K.B.) en 2013 et de la Fédération de sports de combat (F.S.C) en 2019. De son côté, Alain Delmas assure depuis 2002 la direction technique des organismes sus-cités et depuis 2019 de la F.S.C.

.

## Historique
En début de saison 2008-2009, à la suite de la « crise sportive » qui traverse les boxes pieds-poings avec l’arrivée d’une nouvelle structure imposée par le ministère (la « fédération de sports de contact »), les deux organes, la WKA-France et l’ISKA-France, rejoignent la de la Fédération (Française) de Full-Contact (FFFCDA) dans le cadre de la « Commission pugilistique (COMPUG), président : Alain Delmas.

En début de la saison 2010-2011, l'ISKA-France quitte la CNAP à la suite d'une décision collective des fédérations européennes adhérentes à l’ISKA-Monde lors du Mondial amateur ISKA à Alicante (Espagne). Dans le même temps, l’antenne française de la World Kickboxing Federation (WKF-France) rejoint la WKA-France au sein de la CNAP, représentant : Thierry Muccini. 

En 2010, l’antenne française de l’International Combat Organisation (ICO-France) rejoint la CNAP de la FFFCDA. 

En 2012, le CNAP devient le « Comité National de Low-kick » (CNLK) de la FFFCDA - Président : Alain Delmas - et organise le Mondial ICO à l’approche du site d’Eurodisney de Marne-la-Vallée avec plusieurs dizaines de pays et milliers de participants. 

En 2014, le CNLK devient le « Comité National de Kick-Boxing (CNKB) de la FFFCDA », président : Thierry Muccini. A la même époque la Fédération de Full Contact devient la Fédération de Fighting Full contact kickboxing et disciplines associées (FFFCKDA).

En 2015, CNKB, se sépare de la FFFCKDA pour reprendre son autonomie dans le CNKB-France, président : Thierry Muccini.

En 2019, le CNKB-France devient la Fédération de Sports de Combat (FSC).

## Rebondissements fédéraux dans le milieu des boxes pieds-poings et d’autres disciplines

### L’entrée en France de la WKA
Pour l’arrivée officielle en France du kick-boxing américain (avec low-kick), c’est en grande partie grâce à la fédération internationale d’origine la WKA, sous l’impulsion de Jean-Marc Vieille qu’il va prendre son envol en 1984. Ce dernier, représentant officiel de la fédération mondiale WKA est missionné à l’époque par le grand champion néerlandais, Fred Royers (vice-président mondial WKA et représentant officiel pour l’Europe). Le développement de cette pratique, malgré l’aide des pouvoirs publics et l’hostilité de la boxe américaine (ou full-contact précurseur du pied-poing américain en France), a été possible grâce à la bienveillance de certaines notoriétés du full-contact comme le champion Richard Dieux, également grâce à la ténacité de ces ambassadeurs (Alain Calendrier, Jean-Jacques Déplanques, Richard Sylla, Pascal Ducros, etc.), puis l’aide de certains combattants de la boxe française (savate) qui voulaient conquérir des titres mondiaux et être rémunérés, comme il se doit, et enfin par certains combattants de la boxe thaïe afin d’apparaître sur le rating international (top-ten). Aux Pays-Bas, dans les galas de l’époque, la moitié des combats se déroulent en version « kick-boxing », et de l'autre en « boxe thaïe ». Ce sont souvent les mêmes combattants qui évoluent, sans difficulté, d'un style à l'autre.

En 1987, à la suite de la pression du Ministère de la jeunesse et des sports souhaitant unir les trois fédérations françaises de l’époque (boxe américaine, full contact et WKA-France) en une seule entité (et qui ne vit jamais le jour), un protocole fut signé entre la Fédération française de boxe américaine (FFBADA, son président, Pascal Tiffreau) et la WKA-France (son président, Jean-Marc Vieille). Cette décision critiquée par la WKA-Europe amena la création en France d'une nouvelle structure française, l’IFOsous la houlette de Jean-Paul Maillet (commentateur de la Télévision française). Puis à la fin des années 1980, elle devient la FKB/WKA qui perdure jusqu’au départ de Fred Royers de la vice-présidence de WKA-Monde (à l’époque c’est le créateur de la WKA, Howard Hanson, qui la préside la WKA-Monde). 

Dès le départ du kick-boxing « made in U.S.A. » en 1976, la plupart des pays européens reconnaissent la WKA comme structure originelle et ce qui le cas de la France. D’ailleurs dans les années 1980, les compétiteurs français disent texto : « je boxe en WKA » (pour signifier, du « kick-boxing avec low-kick ») et en PKA (pour préciser, du « full-contact »). Ensuite les responsables de grandes fédérations mondiales proposent des titres dans l’ensemble des disciplines pieds-poings (full-contact, muay-thaï, et kick-boxing) ce qui a pour effet, à côté des fédérations internationales d’origine (PKA, WKA, WAKO) de faire éclore rapidement de nouvelles structures dites « mondiales ». Ce qui complique les choses pour donner du crédit aux titres internationaux délivrés.

### La WKA-France dans la tourmente de certaines fédérations (françaises) de boxes pieds-poings
À leur arrivée en France, au milieu des années 1970, des disciplines américaines (« full-contact kick-boxing sans low-kick » et « kick-boxing avec low-kick ») voient tout d’abord leur rejet dans l’Hexagone, par certaines fédérations d’arts martiaux. Le kick-boxing américain avec low-kick (et sans coups de genou) s’impose progressivement sur le territoire français comme une discipline d’avenir. Parallèlement pour les autres boxes pieds-poings, la boxe thaïlandaise (muay-thaï) à l’époque est peu implantée contrairement à la boxe française (savate) qui a pris un essor important depuis le milieu des années 1960. 

À la fin des années 1980 et durant les années 1990, de nombreuses péripéties propres à la mise en place de ces nouveaux sports américains et orientaux déstabilisent le milieu des boxes pieds-poings. 

À peine arrivé en France pour le « kick-boxing sans low-kick » (appelé aujourd’hui full-contact), une mésentente de dirigeants entraine une scission du groupement en 1982 : Fédération Française de Boxe Américaine (FFBADA) d’un côté et Fédération Nationale de Boxe Américaine (FNBA) de l’autre. Ainsi dès la fin des années 1980, le « kick-boxing avec low-kick » va vivre de grandes tourmentes. De 1984 à 1987, il est géré par la « WKA-France » notamment par Jean-Marc 
Vieille. Puis, la situation se gâte. En 1987, le premier essai de regroupement des « boxes américaines» s’effectuera au sein de  la FFUBADA (Fédération Française Unifiée de Boxe Américaine et Disciplines Assimilées). Le kickboxing français est organisé provisoirement sous l’égide de l’IFO (International Fighting Organisation), car la fédération mondiale WKA n’accepte pas l’alliance avec les autres structures. 

Il faut attendre la constitution de la FFKBFCDA en 1994 (Fédération Française de Kick-Boxing, Full-Contact et Disciplines Associées présidée par Pascal Tiffreau) pour rassembler réellement les trois boxes pieds-poings (muay-thaï, kick-boxing et full-contact). 

Rapidement naissent des divergences de vue. Le kick-boxing n’est pas autonome au sein de la FFKBFCDA et un certain fonctionnement antidémocratique provoque une scission de la discipline. Ainsi une partie des dirigeants du kick-boxing, de la boxe américaine (full-contact), et de la boxe thaïlandaise (muay-thaï), se regroupent en septembre 1996 au sein de la FFBADA (Fédération Française de Boxe Américaine et disciplines Associées), structure bénéficiant de l’agrément ministériel. Durant trois saisons deux comités nationaux de kick-boxing distincts (La Commission Nationale de Kick-Boxing de la FFBADA et le Comité National de Kick-Boxing de la FFKBFCDA présidé par Ludovic Brion. 

Un agrément ministériel provisoire fut accordé aux deux fédérations (FFKBFCDA et FFBADA) jusqu’en août 1998. À l’issue de cette échéance, et durant la saison 1998-1999, le ministère chargé des sports, après un audit dans chacune des structures, demanda à la Commission Nationale de Kick-Boxing de la FFBADA de proposer un regroupement, afin d’accueillir en son sein le Comité National de Kick-Boxing de la FFKBFCDA. Cette unification donna naissance à la FKBDA (Fédération de Kick-Boxing et Disciplines Associées) en juin 1999 - agrément ministériel du 3 mai 2000. Elle deviendra FFKBDA (Fédération « Française » de Kick-Boxing et Disciplines Associées) à l’obtention de la délégation de pouvoirs du ministère chargé des sports en 2002. L’agrément séparé pour chacune des activités (full-contact, muay-thaï et kick-boxing) a d’après les dires du ministère pour but « l’auto-assainissement des structures ». D’autre part, la mesure ministérielle pour les fédérations agréées interdisant l’organisation de titres internationaux et de ceintures professionnelles sur le territoire français , a pour but d’éloigner un éventuel profit de certains dirigeants fédéraux au détriment des licenciés. Cette disposition handicapera radicalement les combattants « élites » (professionnels), les obligeant à disputer exclusivement des titres à l’étranger !? Début des années 2000, une reprise d’organisation de titres « élites » revoit le jour sur le territoire français sans qu’une quelconque autorisation soit formulée par le ministère chargé des sports

À la suite de la décision ministérielle au sujet de l’interdiction d’organiser des titres internationaux sur le territoire français, la structure ayant promu le kick-boxing au milieu des années 1980, la « WKA-France », se met en suspens jusqu’à ce que Thierry Muccini (ancien athlète élite et entraîneur), en 2004, relance la dynamique de cette antenne française en conduisant une sélection française à des événements internationaux (notamment au mondial amateur WKA). Au regard du succès rencontré par l’équipe française aux championnats du Monde WKA de 2004 à 2005, Alain Delmas (président de fédération, ancien athlète élite et professeur d’EPS) et Thierry Muccini, décident de redorer le blason des deux fédérations les plus populaires au Monde, la WKA et l’ISKA. L’été 2006, ils relancent officiellement la WKA-France et en janvier 2007 l’ISKA-France. Ainsi, ils vont permettre à la France de retrouver la représentativité internationale qui lui manquait depuis la fin des années 1990.

En début de saison 2008-2009, à la suite de la « crise sportive » qui traverse les boxes pieds-poings avec l’arrivée d’une nouvelle structure imposée par le ministère (FFSCDA/Sports de contact), ces deux organes, la WKA-France et l’ISKA-France, rejoignent la Fédération Française de Full Contact (FFFCDA) dans le cadre de la « Commission pugilistique ». 

Au printemps 2008, à l’annonce de la naissance d’une « fédération parallèle », la Fédération Française de Sports de Contact (FFSCDA), un vent de panique traverse le « paysage du pieds-poings français ». En effet, cette « nouvelle fédération dite gouvernementale » obtient de l’État l’agrément ministériel en mai 2008, avant même sa mise en activité ?! Et surpasse ainsi les « fédérations en place ». Dès la rentrée sportive, il s’opère un « mouvement de population » vers cette nouvelle structure pour les disciplines suivantes : kick-boxing, muaythaï, kung-fu de contact (wushu), boxe américaine, pancrase, bando et quelques autres sports de combat. En décembre 2008, la délégation de pouvoirs vient renforcer le projet implicite de regrouper dans une même entité les disciplines de contact afin de mutualiser les moyens (D’ailleurs, ce projet ne fera l’objet d’aucun communiqué de presse de la part du ministère chargé des sports). Ainsi, une majorité de pratiquants feront comprendre leur désapprobation. Par conséquent, les trois « fédérations en place » depuis des décennies, Fédération Française de Full Contact (FFFCDA) devenue en 2013, la Fédération de Fighting Full Contact Kickboxing (FFFCKDA), Fédération Française de Muaythaï (FFMDA) et Fédération Française de Wushu (FFWaemc), a qui l’État avait accordé jusqu’alors sa confiance, se retrouvent exclues des aides publiques (subventions de fonctionnement et cadres techniques à disposition), sans qu’aucune raison soit évoquée par le ministère.

Rebondissement en juin 2009, l’agrément ministériel est retiré par le Conseil d'État à la Fédération Française de Sports de Contact (FFSCDA) pour une constitution associative non conforme. Par voie de conséquence, les « fédérations en place » retrouvent leurs statuts légitimes sur la scène des boxes pieds-poings. Mais quelques jours plus tard, l’agrément est redonné à la hâte à cette « nouvelle fédération » juste après le remaniement ministériel ; et sachant que de l’examen de la délégation de pouvoirs doit être reconduite pour trois autres fédérations en place dans les jours à venir (Fédération de wushu, fédération de full-contact et fédération de muaythaï). 

Durant l’été 2009, le nouveau cabinet ministériel chargé des sports confie le « dossier épineux » de l’attribution de la délégation de pouvoir au Comité national olympique et sportif français (CNOSF) pour un avis consultatif. Dès la rentrée 2009 au CNOSF, une commission d’examen constituée des représentants des plusieurs fédérations de sports de combat et d’arts martiaux auditionne les présidents des quatre structures concernées (La nouvelle fédération de sports de contact et les anciennes, fédération de wushu, fédération de full-contact et fédération de muay-thaï). Nouveau rebondissement un mois plus tard (octobre 2009), la Fédération Française de Sports de Contact (FFSCDA) obtient, au grand étonnement des « anciennes fédérations », la délégation de pouvoirs pour toutes les disciplines à l’exception du wushu (accordé à la fédération française de WUSHU-aemc). Par la même occasion, le ministère rajoute à la liste d’activités de la précédente délégation de la FFSCDA/Sports de contact, la « boxe américaine », auparavant attribuée à la fédération de full-contact (FFFCDA). Encore une fois, il s’agit d’un « fait unique dans l’histoire du sport français » où une « nouvelle structure » s’approprie une faveur ministérielle. Quelque temps après, les présidents des vieilles fédérations (muaythaï et full-contact) apprennent que leurs dossiers de demande de délégation n’ont pas été transmis par le ministère au Comité olympique français pour que ce dernier donne son avis. Les anciennes fédérations n’en resteront pas là, notamment en faisant appel auprès du Conseil d’État pour exprimer encore une fois l’aspect non conforme de la procédure et non légitime cette décision. 

En octobre 2009, se constitue une « confédération de sports de combat et arts martiaux » regroupant des sports olympiques et non olympiques, au grand étonnement la nouvelle fédération ne rejoint pas cette structure. Courant 2010, le Conseil d’État a débouté la demande des vieilles fédérations. Ainsi, les pratiquants seront partagés dans deux structures différentes pour l’espace d’un cycle olympique. 

Dès l’année 2010, une partie de la commission nationale de K-1 quitte la FFSCDA/Sports de contact pour se constituer en comité national de K-1 à la fédération de Full contact/FFFCDA, puis sera le tour de la « commission nationale de chauss-fight » la même année.

En 2012, au sein de la fédération de full contact et disciplines associées/FFFCDA, la « commission nationale des activités pugilistiques » (CNAP) devient la « commission nationale de low-kick ». 

En 2013, la délégation de pouvoirs est reconduite pour la Fédération Française de Sports de Contact (FFSCDA) pour les disciplines « kick-boxing » et « muay-thai ». Fait étrange aucune délégation n’est accordée pour le « full-contact ». Ainsi les fédérations historiques, la Fédération Française de Full Contact (FFFCDA) et la Fédération Française de Muaythaï (FMDA) sont exclues des aides de l’État encore une fois pour une période inter-olympiades. 

En début de saison 2013-2014, une partie de la commission nationale de kick-boxing de la Fédération Française de Sports de Contact (FFSCDA) rejoint la Fédération de Fighting Full Contact (FFFCDA) pour constituer le « comité national de kick-boxing » qui se substitue à la précédente « commission nationale de low-kick ».

Courant 2013-2014, la Fédération de Fighting Full Contact (FFFCDA) devient, la Fédération de Fighting Full Contact Kickboxing (FFFCKDA).

En fin de saison 2013-2014, la fédération historique, la Fédération Française de Full Contact (FFFCDA), après des années de tentative de reconquête de la délégation de pouvoirs, inquiétée constamment par la jeune fédération parallèle (surveillance sans relâche, ingérence dans leurs affaires, entraves dans leurs démarches, etc.) voit sans raison valable son agrément ministériel retiré et à la même époque celui de la Fédération Française de Muaythaï (FMDA) ; ainsi, la FFFCDA et la FMDA, perdent totalement leurs capacités de fonctionnement.

Le 24 juin 2016, pour conforter une situation d’exclusivité le ministère chargé des sports décrète que toute demande d’organisation pour sports de combat pour lesquels la mise hors de combat à la suite d’un coup porté est autorisée passera par les mains de la Fédération Française de Sports de Contact (FFSCDA). Ainsi toute concurrence fédérale envisageable est réduite à néant.
En juin 2017, la Fédération Française de Sports de Contact (FFSCDA) est devenue, la Fédération Française de Kick Boxing et Muaythaï (FFKMDA). Cette dernière obtient en 2018, la Délégation de pouvoirs ministérielle pour trois disciplines : kickboxing, muaythaï et pancrace.
En juin 2019, le Comité National de Kick-Boxing (CNKB) de la Fédération de Fighting Full Contact Kickboxing (FFFCKDA) devient la  Fédération de Sports de Combat (et arts martiaux) – France (FSC).
Sigles :
- FSC : Fédération de sports de combat -France – président : Thierry Muccini et directeur technique fédéral : Alain Delmas.
- FFFCDA : Fédération française de full-contact née en 1978 - devenue en 2014 la Fédération de fighting full-contact kickboxing et disciplines associées (FFFCKDA)
- FMDA : Fédération française de muaythaï née en 1977
- CNKB : Au départ en 2002, dénommé « WKA-France » puis devenu le Comité national de kick-boxing en 2013, et représentant la plus ancienne fédération internationale de kickboxing, la W.K.A. et rattaché en tant que Comité national jusqu’en fin de saison 2013-2014 à la FFFCKDA. Devient en 2019, la FSC, Fédération de Sports de Combat (et Arts Martiaux)
- FFKMDA : Fédération française de kick boxing, muaythaï et pancrace née en 2008, et dénommée jusqu’en 2015, fédération française de sports de contact (FFSCDA).

## Sources
- Delmas Alain, 1. Lexique de la boxe et des autres boxes, document de formation, Université d’Aix-Marseille, 1981-2005 – 2. Lexique de combatique, document de formation, Université P. Sabatier -Toulouse, 1975-1980 – 3. Définition du Kick-boxing, FFKBDA, 1999[9]
- Delmas Alain, Callière Jean-Roger, Histoire du Kick-boxing, FFKBDA, 1998 – La ceinture noire du 1er au 6e degré, FFKBDA, 1998[10]
- Lombardo Patrick, Encyclopédie mondiale des arts martiaux, Éditions E.M., Paris, 1997
- "A History of Kickboxing" par Mikes Miles, historien du kick-boxing américain
- W.K.A. Head office, History, Royaume-Uni, 2000